# کاراچنتسوف ۶۶۸۳
سیارک ۶۶۸۳ (به انگلیسی: 6683 Karachentsov، نامگذاری:1976GQ2) شش هزار و ششصد و هشتاد و سومین سیارک کشف شده‌است که در ۱ آوریل ۱۹۷۶ کشف شد.
قدر مطلق سیارک برابر ۱۱٫۴۰ است.